# Vengeance (2011)
Pour les articles homonymes, voir WWE Vengeance et Vengeance (homonymie).
L'édition 2011 de Vengeance est une manifestation de catch professionnel télédiffusée et visible uniquement en paiement à la séance. L'événement, produit par la World Wrestling Entertainment (WWE), a eu lieu le 23 octobre 2011 au AT&T Center, à San Antonio (Texas) aux États-Unis. Il s'agit de la septième édition de Vengeance. Mark Henry est en vedette de l'affiche promotionnelle (officielle).

## Contexte
Les spectacles de la World Wrestling Entertainment en paiement à la séance sont constitués de matchs aux résultats prédéterminés par les scénaristes de la WWE. Ces rencontres sont justifiées par des storylines — une rivalité avec un catcheur, la plupart du temps — ou par des qualifications survenues dans les émissions de la WWE telles que Raw, SmackDown et Superstars. Tous les catcheurs possèdent un gimmick, c'est-à-dire qu'ils incarnent un personnage face (gentil) ou heel (méchant), qui évolue au fil des rencontres. Un pay-per-view comme Vengeance est donc un évènement tournant pour les différentes storylines en cours.

### Big Show contre Mark Henry
À Capitol Punishment, Big Show est victime d'une agression de Mark Henry pendant le match qui l'oppose à Alberto Del Rio, le faisant passer à travers la table des commentateurs avec un World's Strongest Slam, il est donc déclaré incapable de combattre par l'arbitre et perd donc son match. Lors du Raw Roulette, le 27 juin, Big Show perd un Steel Cage Match face à Alberto Del Rio à la suite d'une intervention de Mark Henry. Lors de Money in the Bank, Big Show perd face à Mark Henry. Après le match, Mark Henry place une chaise autour de la jambe gauche du Big Show avant de faire un Corner slingshot splash sur sa jambe. Les médecins arrivent ensuite avec une civière. Lors du Smackdown du 7 octobre, le Big Show revient et demande un match de championnat, qu'il obtient après avoir passé Mark Henry à travers la table des commentateurs avec un Chokeslam.

### Alberto Del Rio contre John Cena
Lors de Hell in a Cell, Alberto del Rio remporte le WWE Championship détenu alors par John Cena, à la suite de cette défaite Cena invoque son match de revanche à Vengeance. À Raw, le 17 octobre, John Laurinatis annonce que les vainqueurs du tag team match opposant Cena et Jim Ross face à Del Rio et Michael Cole, décidera de la stipulation[Quoi ?] du match. Cena et Ross l'emportent et Cena choisit donc un Last Man Standing match. Ce match sera un Last Chance pour Cena.

### Triple H et CM Punk contre Awesome Truth
À Night of Champions, Triple H bat CM Punk et conserve son poste de COO de la WWE. Pendant leur match, R-Truth et The Miz sont intervenus. Le lendemain à Raw, il licencie The Miz et R-Truth, pour être intervenus dans son match et pour avoir agressé des officiels de la WWE. Lors du Hell in a Cell (2011), The Miz et R-Truth surgissent du public à la fin du match qui opposait John Cena, CM Punk et Alberto Del Rio, pour les agresser et n'hésitent pas à frapper les arbitres et le cadreur qui était dans la cage. Le lendemain à Raw, tous les catcheurs de la WWE (RAW, SmackDown et Divas), les arbitres, les cadreurs, et les commentateurs se mettent d'accord pour ne pas accorder le vote de confiance à Triple H en tant que COO, en raison d'un manque de sécurité face à leur métier. Ils quittent le ring et ses alentours, le laissant seul face au public, sans cadreur, Booker T, Michael Cole et Jim Ross ayant quitté leur poste. Lors du Raw suivant, Vince McMahon effectue son retour et annonce que Triple H n'est plus le general manager de Raw (il reste COO) et que John Laurinaitis le devient general manager par intérim. Plus tard dans la soirée, Triple H vient en aide à CM Punk qui était face à R-Truth et The Miz. John Laurinaitis annonce que Triple H et CM Punk feront équipe contre The Miz et R-Truth à Vengeance.

### Randy Orton contre Cody Rhodes
Lors du SmackDown du 23 septembre, Cody Rhodes bat Randy Orton par disqualification. À la suite de cette défaite, Orton s'acharne sur Rhodes jusqu’à le mettre en sang. Lors du Raw du 26 septembre Cody Rhodes bat Randy Orton à la suite d'une distraction de Mark Henry. Lors du SmackDown du 14 octobre, Rhodes attaque Randy Orton pendant son match contre Mark Henry où le titre était en jeu. Après le match, Big Show est venu aider Orton qui était attaqué par Rhodes et Mark Henry.

## Tableau des résultats
| #                                                          | Match                                                                             | Stipulation                                                      | Durée |
| ---------------------------------------------------------- | --------------------------------------------------------------------------------- | ---------------------------------------------------------------- | ----- |
| Dark                                                       | Wade Barrett bat Daniel Bryan                                                     | Match simple                                                     | 4:57  |
| 1                                                          | Air Boom (Kofi Kingston et Evan Bourne) (c) battent Dolph Ziggler et Jack Swagger | Match simple pour le championnat par équipe de la WWE            | 13:24 |
| 2                                                          | Dolph Ziggler (c) bat Zack Ryder                                                  | Match simple pour le championnat des États-Unis de la WWE        | 6:04  |
| 3                                                          | Beth Phoenix (c) bat Eve Torres                                                   | Match simple pour le championnat des Divas de la WWE             | 7:18  |
| 4                                                          | Sheamus bat Christian                                                             | Match simple                                                     | 10:37 |
| 5                                                          | The Awesome Truth (The Miz et R-Truth) battent Triple H et CM Punk                | Match par équipe                                                 | 15:24 |
| 6                                                          | Randy Orton bat Cody Rhodes                                                       | Match simple                                                     | 12:11 |
| 7                                                          | Mark Henry (c) et Big Show font match nul car le ring tombe                       | Match simple pour le championnat du monde poids lourds de la WWE | 13:19 |
| 8                                                          | Alberto Del Rio (c) bat John Cena                                                 | Last Man Standing match pour le championnat de la WWE            | 27:04 |
| (c) désigne le champion défendant son titre dans le match. |                                                                                   |                                                                  |       |